# Kamba (langue du Kenya)
Pour les articles homonymes, voir Kamba.
Le kamba (ou kikamba) est une langue bantoue parlée par la population kamba au Kenya.

## Écriture
| A a   | E e   | H h | Ĩ ĩ | I i | K k | L l | M m | Mb mb | N n | Nd nd |
| Ng ng | Nz nz | O o | S s | T t | Ũ ũ | U u | V v | W w   | Y y |       |

## Prononciation
|            | Antérieure | Centrale  | Postérieure |
| ---------- | ---------- | --------- | ----------- |
| Fermée     | [i] ‹ i ›  |           | [u] ‹ u ›   |
| Mi-fermée  | [e] ‹ ĩ ›  |           | [o] ‹ ũ ›   |
| Mi-ouverte | [ɛ] ‹ e ›  |           | [ɔ] ‹ o ›   |
| Ouverte    |            | [a] ‹ a › |             |

|                        | Bilabiale | Dentale | Alvéolaire | Alvéolo- palatale | Palatale | Vélaire |
| ---------------------- | --------- | ------- | ---------- | ----------------- | -------- | ------- |
| Occlusive              |           |         | t          |                   |          | k       |
| Nasale                 | m         |         | n          |                   | ɲ        | ŋ       |
| Occlusive prénasalisée | ᵐb        |         | ⁿd         |                   |          | ᵑɡ      |
| Fricative              | ɸ         | θ       | s          | ʃ                 |          |         |
| Fricative prénasalisée |           | ⁿð      | ⁿz         | ᶮʃ                |          |         |
| Affriquée              |           |         |            |                   | tʃ       |         |
| Affriquée prénasalisée |           |         |            |                   | ⁿdʒ      |         |
| Spirante               | w         |         |            |                   | j        |         |
| Latérale               |           |         | l          |                   |          |         |